# Links
Links — текстово-графический браузер, написанный Питером Герве (Péter Gervai). С версии 2.8 для Windows, помимо версии для 32 бит, существует версия для 64 бит.
В отличие от Lynx, имеет поддержку фреймов, вкладок, таблиц (до 16 апреля 2007 года поддерживался JavaScript). В данный момент существуют две основные ветки разработки на базе кода Links:
- ELinks для повышения функциональности имеет встроенный язык программирования Lua.
- Links2 поддерживает также графику. Ветка Links Hacked содержит в себе многие улучшения из Elinks.

Оба распространяются по лицензии GNU GPL.